# 异色树萝卜
异色树萝卜（学名：Agapetes discolor）为杜鹃花科树萝卜属下的一个种。其种加词“discolor ”意为“异色的”。